# 타이항공 (없어진 기업)
타이항공(태국어: เดินอากาศไทย)은 태국의 과거 국책 항공사다. 허브 공항은 돈므앙 국제공항을 사용했었다. 1988년 타이항공과 합병하여 현재는 사라졌다.

## 과거의 운항 노선

### 국내선 노선
돈므앙 국제공항 출/도착
- 치앙마이 – 치앙마이 국제공항
- 치앙라이 – 매파루앙 치앙라이 국제공항
- 핫야이 – 핫야이 국제공항 (과거에는 송클라 출/도착)
- 콘깬 – 콘깬 공항
- 람빵 – 람빵 공항
- 핏사눌록 / 우따라딧 – 핏사눌록 공항
- 푸껫 – 푸껫 국제공항
- 나콘사완 – 나콘사왓 공항
- 나콘시탐마랏 – 나콘시탐마랏 공항
- 사콘나콘 – 사콘나콘 공항
- 수랏타니 – 수랏타니 국제공항
- 수린 – 수린 공항
- 뜨랑 – 뜨랑 공항
- 우본랏차타니 – 우본랏차타니 공항
- 우돈타니 – 우돈타니 국제공항

치앙마이 국제공항 출/도착
- 치앙라이 – 매파루앙 치앙라이 국제공항
- 매홍손 – 매홍손 공항
- 매사리앙 – 매사리앙 공항
- 매솟 – 매솟 공항
- 난 – 난 나콘 공항

핫야이 국제공항 출/도착(과거에는 송클라 출/도착)
- 푸껫 – 푸껫 국제공항
- 빠따니 – 빠따니 공항
- 나라티왓 – 나라티왓 공항

### 국제선 노선
- 라오스
  - 비엔티안 – 왓따이 국제공항
- 말레이시아
  - 페낭 – 페낭 국제공항
  - 쿠알라룸푸르 – 쿠알라룸푸르 국제공항
- 베트남
  - 하노이 – 노이바이 국제공항

## 과거의 보유 기종
- 에어버스 A310-200 2대
- 호커 시들리 HS 748 3대
- 비치크래프트 C-45 2대
- 비치크래프트 보난자 35 4대
- 벨 206 1대
- 보잉 737-200 5대
- 콘솔리다테드 칸소 A 1대
- 콘솔리다데드 PBY-5A 카탈리나 1대
- 더글러스 DC-3 10대
- 더글러스 DC-4 3대
- 페어차일드 24W40 1대
- 호커 시들리 HS 748 9대
- 록히드 L-1049G 슈퍼 콘스텔라션 3대
- 누르두인 UC-64A 노세맨 5대
- 레아윈 2대
- 파이퍼 PA-23 1대
- 쇼트 330 4대
- 쇼트 360 2대
- 스틴손 L-5 센티넬 6대

## 같이 보기
- 타이항공
- 타이 스마일 항공
- 녹에어
- 돈므앙 국제공항